# Gmina Kaiu
Gmina Kaiu (est. Kaiu vald) – dawna gmina wiejska w Estonii, w prowincji Rapla.
W skład gminy wchodziły:
- Alevik: Kaiu.
- Wsie: Kuimetsa - Vahastu - Karitsa - Kasvandu - Oblu - Põlliku - Suurekivi - Tamsi - Tolla - Toomja - Vana-Kaiu - Vaopere.